# Yachimata
Yachimata (jap. 八街市 Yachimata-shi) – miasto w środkowej części Japonii (prefektura Chiba) na wyspie Honsiu (Honshū). Ma powierzchnię 74,94 km². W 2020 r. mieszkało w nim 67 480 osób, w 27 683 gospodarstwach domowych  (w 2010 r. 73 199 osób, w 25 806 gospodarstwach domowych).